# David Lindström
Knut David Lindström, född 1 december 1882 i Sköllersta, död 20 januari 1962 i Engelbrekts församling i Stockholm, var en svensk boktryckare och förläggare. Han var bror till Johan Lindström Saxon och Edvard Lindström samt far till Håkan Lindström.
David Lindström var yngsta barn till hemmansägaren Lars Johan Lindström. Efter folkskoleutbildning och handelslära anställdes han 1897 av brodern vid Jämtlands Tidning där han praktiserade vid sätteriet, tryckeriet och på kontorsavdelningen. Han genomgick 1904 studier vid handelsskola samtidigt som han fortsatte sin anställning vid Jämtlands Tidning. Åren 1906–1908 praktiserade David Lindström vid tryckerier i USA, varpå han vid återkomsten 1908–1910 arbetade som tryckeriföreståndare vid Såningsmannens tryckeri. Därefter förvärvade han 1911 aktiemajoriteten i Värmlands läns tidning och tog över tidningen, som under hans ledning ökade sin försäljning betydligt. Samtidigt drev han även tidningen Fryksdalsbygden. År 1913 avvecklade han dock sitt engagemang i Värmland och återvände till Stockholm, där han tillsammans med bröderna Johan Lindström Saxon och Edvard Lindström grundade Såningsmannens Aktiebolag och därefter 1914 Nutidens förlags AB, 1920 Violas förlags AB och 1928 Bröderna Lindströms förlags AB. Dessa företag slogs 1928 samman till Saxon & Lindströms förlags AB, där David Lindström blev vice VD och ledamot av styrelsen. David Lindströms uppgift inom företaget blev att sköta den organisatoriska och tekniska delen av företaget. Hans satsning på modern djuptrycksteknik där förlaget blev en föregångare i Sverige ledde till stora framgångar för förlagets tidningar Såningsmannen, Lektyr och Svensk Damtidning.
David Lindström intresserade sig särskilt för förlagets bokutgivning. Mycket handlade om serier av svenska och utländska klassiker men man knöt även till sig egna författare som Rosa Fitinghoff, Jeremias i Tröstlösa och Waldemar Swahn. Man utgav även facklitteratur som kulturhistoriska arbeten och reseskildringar av Johan Gunnar Andersson, Torsten Gislén, Ture Nerman och Bertil Waldén. Andra betydande utgivningar var Folke Rösiös Svenska fåglar och Karl-Oskar Sjöströms Amatörfotografen.
David Lindström fick även olika uppdrag av pressens organisationer, han var bland annat flera gånger delegat för Tidningarnas arbetsgivarförening vid avtalsförhandlingar och 1947 initiativtagare till Grafiska Institutet (GI):s garantifond. Han var från 1942 ledamot av styrelsen för Stiftelsen Grafisk forskning och från 1943 ledamot av styrelsen för Grafiska Institutet.
David Lindström är begravd på Norra begravningsplatsen utanför Stockholm.